# Tjatsjiv
Tjatsjiv (Oekraïens: Тячів, Hongaars: Técső) is een stad in het Oblast Transkarpatië van Oekraïne.
De stad is gelegen aan de rivier de Tisza en administratief centrum van de gelijknamige rayon Tjatsjiv. Sinds 1961 heeft de plaats stadsrechten.

## Alternatieve namen
Als gevolg van haar ligging in een grensgebied en een wisselende etnische samenstelling zijn er door de eeuwen heen meerdere alternatieve namen voor deze stad gebruikt:

Oekraïens: Тячів, Roetheens: Тячево, Hongaars: Técső, Duits: Groß-Teutschenau, Roemeens: Teceu Mare, Slovaaks: Tyachovo, Russisch: Тячев

## Geschiedenis
Tjatsjiv werd voor het eerst genoemd in 1211 als "Tecu" en haar ontstaan wordt in verband gebracht met de nabijgelegen zoutmijnen. Het is gelegen in een groen, bergachtig gebied in Transkarpatië, niet ver van de grens met Roemenië
Koning Karel I Robert van Hongarije verleende het in 1329 de status van kroonstad. Tjatsjiv was onder de Hongaarse naam Técső een van de vijf kroonsteden in het graafschap Máramaros. Eeuwenlang was de stad onder bestuur van Koninkrijk Hongarije (tot 1526), het Oostenrijks-Hongaarse koninkrijk (tot 1867) en Oostenrijk-Hongarije (tot 1918). Tijdens het interbellum behoorde het tot Tsjecho-Slowakije. In 1939 werd het ingelijfd door Hongarije, om vervolgens in oktober 1944 te worden veroverd door het Rode Leger. Daarna zou het gaan behoren tot de Oekraïense Socialistische Sovjetrepubliek, als onderdeel van de Sovjet-Unie. Tjatsjiv verkreeg in 1961 de status van stad. Na het ineenstorten van de Sovjet-Unie bleef Tjatsjiv deel uitmaken van Oekraïne, dat in 1991 van de Sovjet-Unie werd afgescheiden en zich als onafhankelijke staat vestigde. Sinds de jaren 1870 is de regio bekend om zijn appelboomgaarden. De stad heeft conserven- en baksteenfabrieken en kent een handwerkindustrie. Het belangrijkste architectonische monument is de protestantse kerk (Hongaars gereformeerd), gebouwd in de gotische stijl in de 13e eeuw en herbouwd in de 18e eeuw.
De stad had een brug over de rivier de Tisza. In oktober 1944 werd de brug opgeblazen en nimmer meer herbouwd. Één brugdeel is nog steeds te zien aan de zijde van de stad. Het is de vraag of Roemenië en Oekraïne overeenstemming kunnen bereiken over de vraag of de brug in de toekomst weer zal worden opgebouwd. Er zou dan weer een verbinding gelegd worden met het stadsdeel aan de zuidzijde van de rivier (Teceu Mic / Kistécső) dat nu in Roemenië ligt en een zelfstandig dorp is (met een in meerderheid Hongaarse bevolking) in de gemeente Remeți.

## Bevolkingsopbouw
De stad heeft 11.094 inwoners (2004).
- Oekraïners 83,2%
- Hongaren 12,1%
- Roemenen 2,9%

De Hongaren waren in 1910 nog in de meerderheid, hun aandeel in de bevolking is sindsdien steeds verder afgenomen. Midden in het centrum laat de grote Hongaars Gereformeerde kerk en in de nabijheid de iets kleinere Rooms Katholieke Kerk nog steeds de Hongaarse geschiedenis van de stad zien.
De Hongaarse gemeenschap beschikt tegenwoordig nog over scholen in de eigen taal waaronder een middelbare school en een lyceum (Técsői Magyar Tannyelvű Református Egyházi Líceum). Deze laatste school is onderdeel van de Hervormde Kerk in Oekraïne. Tijdens de Tweede Wereldoorlog zijn de Joodse inwoners van Tjatsjiv in 1943 voor zover bekend allemaal afgevoerd naar vernietigingskampen. Zij maakten in 1941 met 2150 mensen nog 20 procent van de bevolking uit.

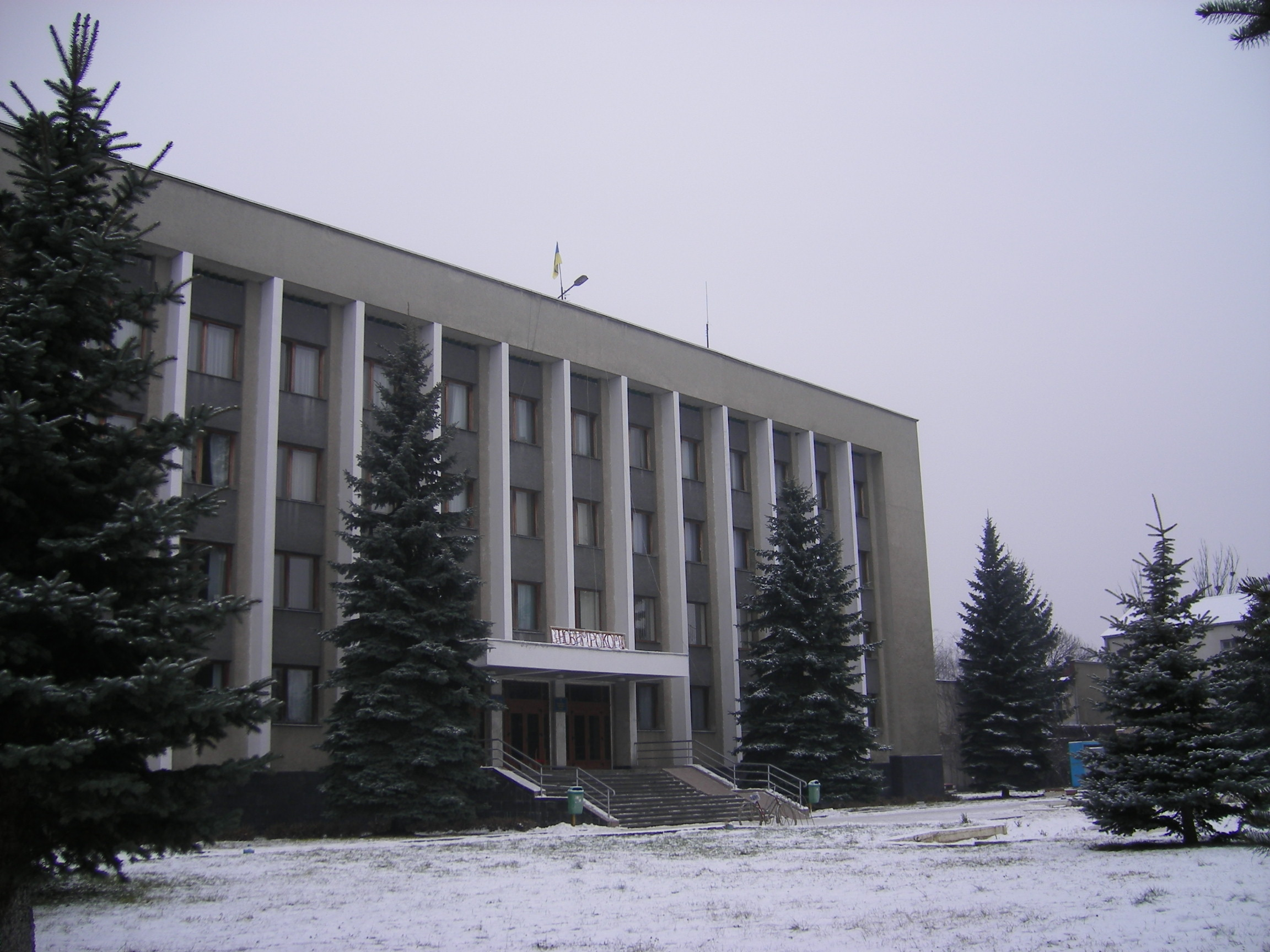
Regionaal bestuurscentrum
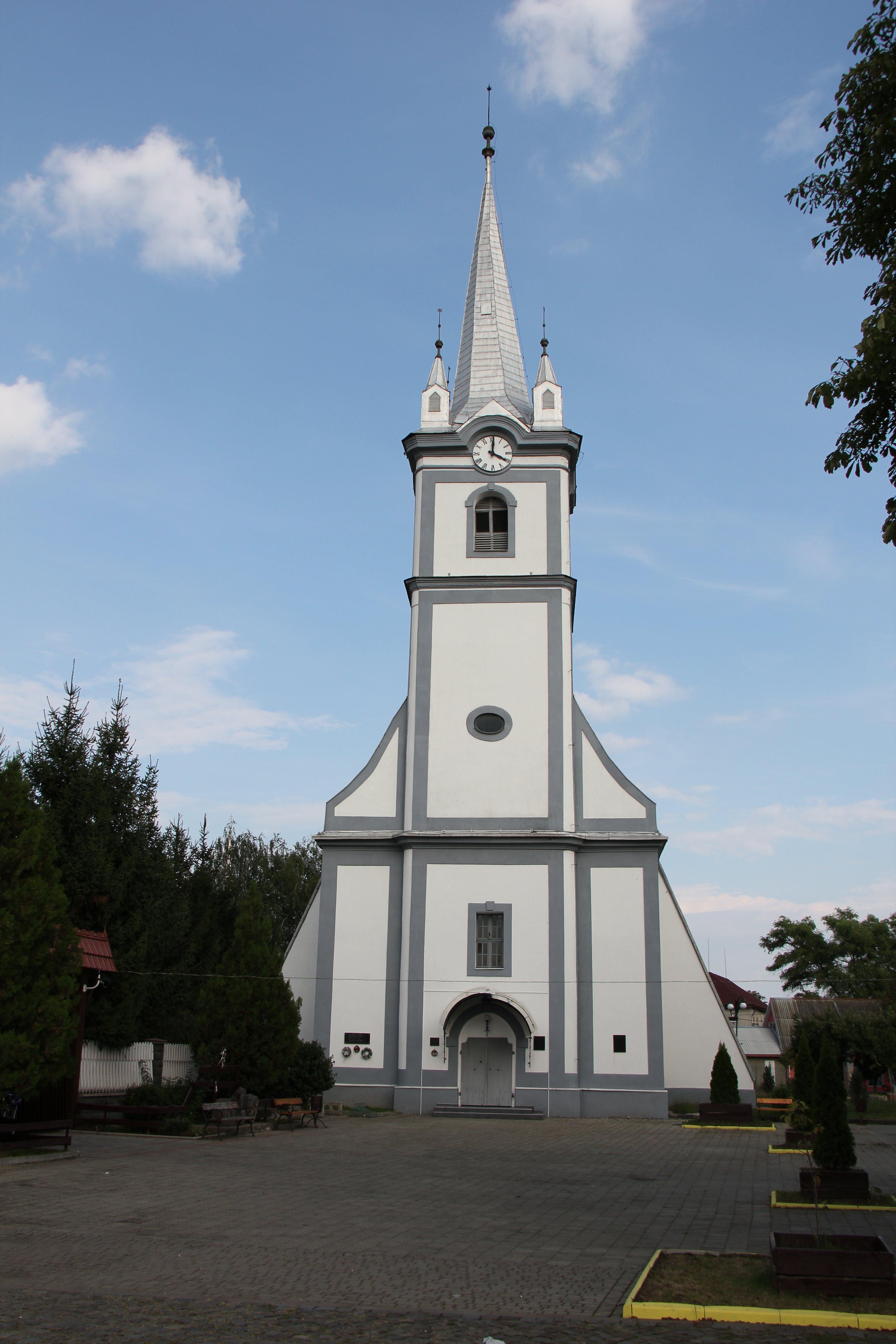
13e-eeuwse kerk
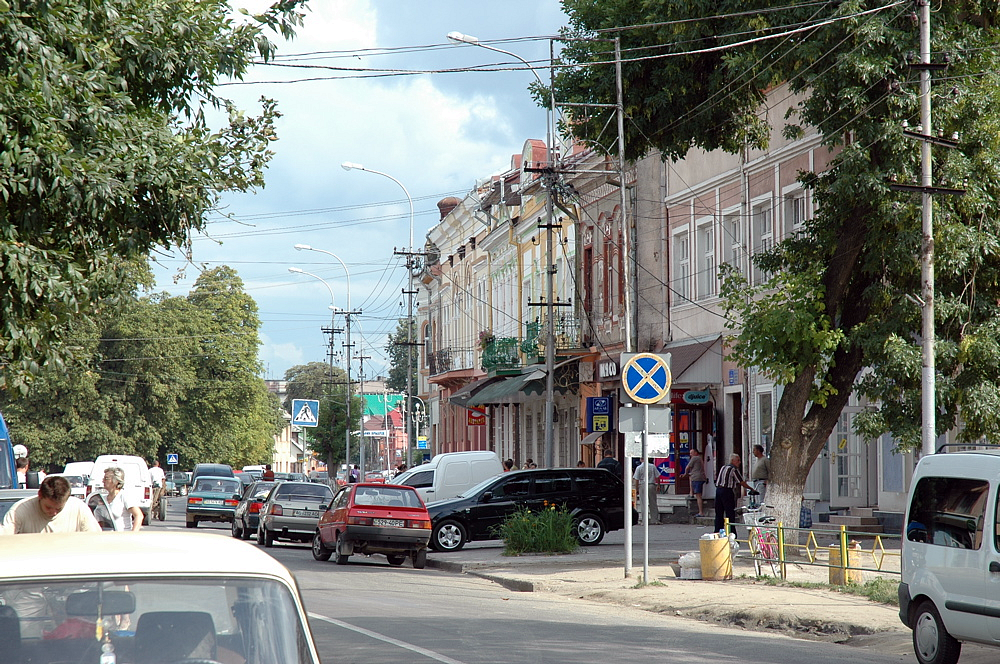
Hoofdstraat in het centrum
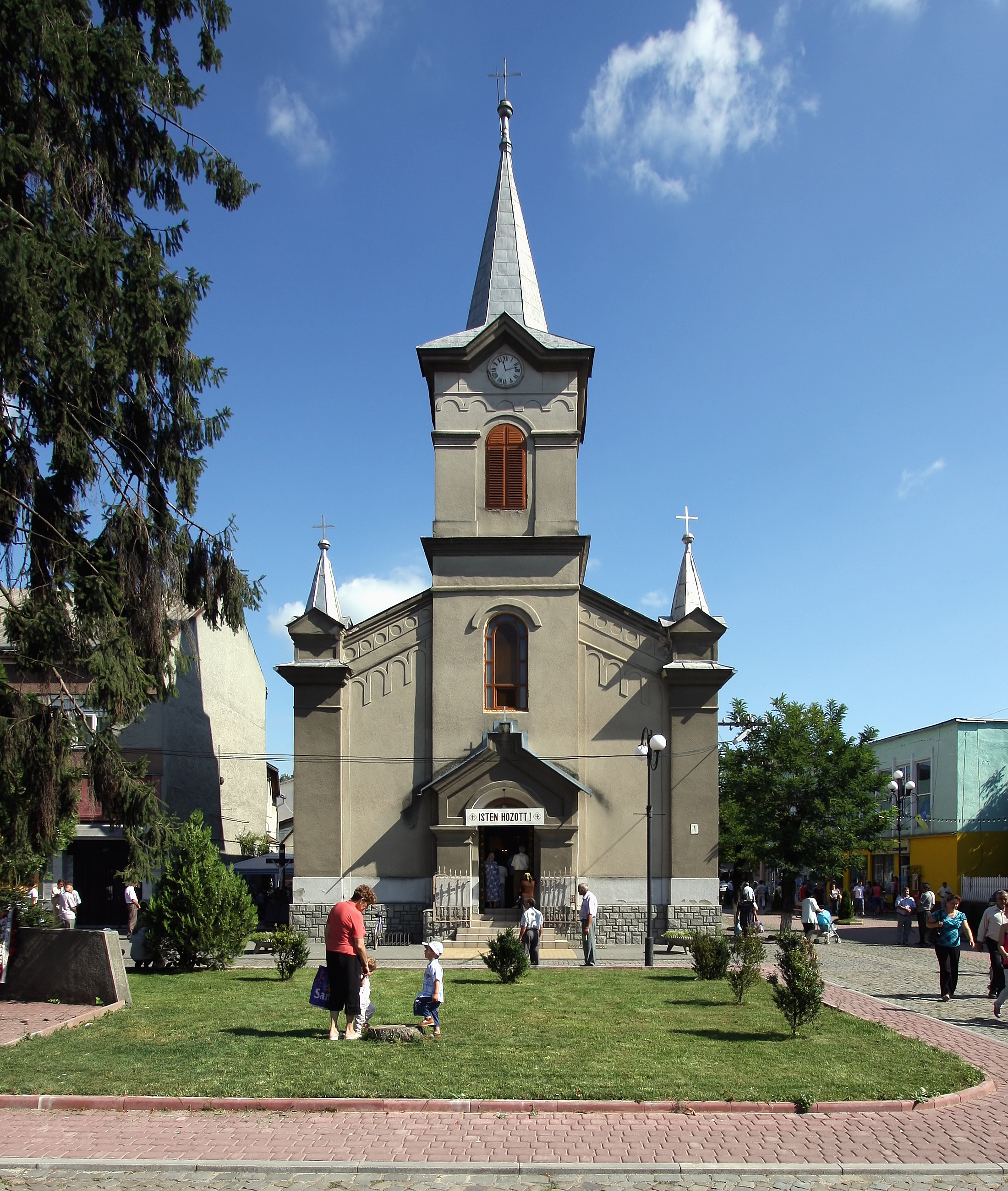
19e-eeuwse kerk
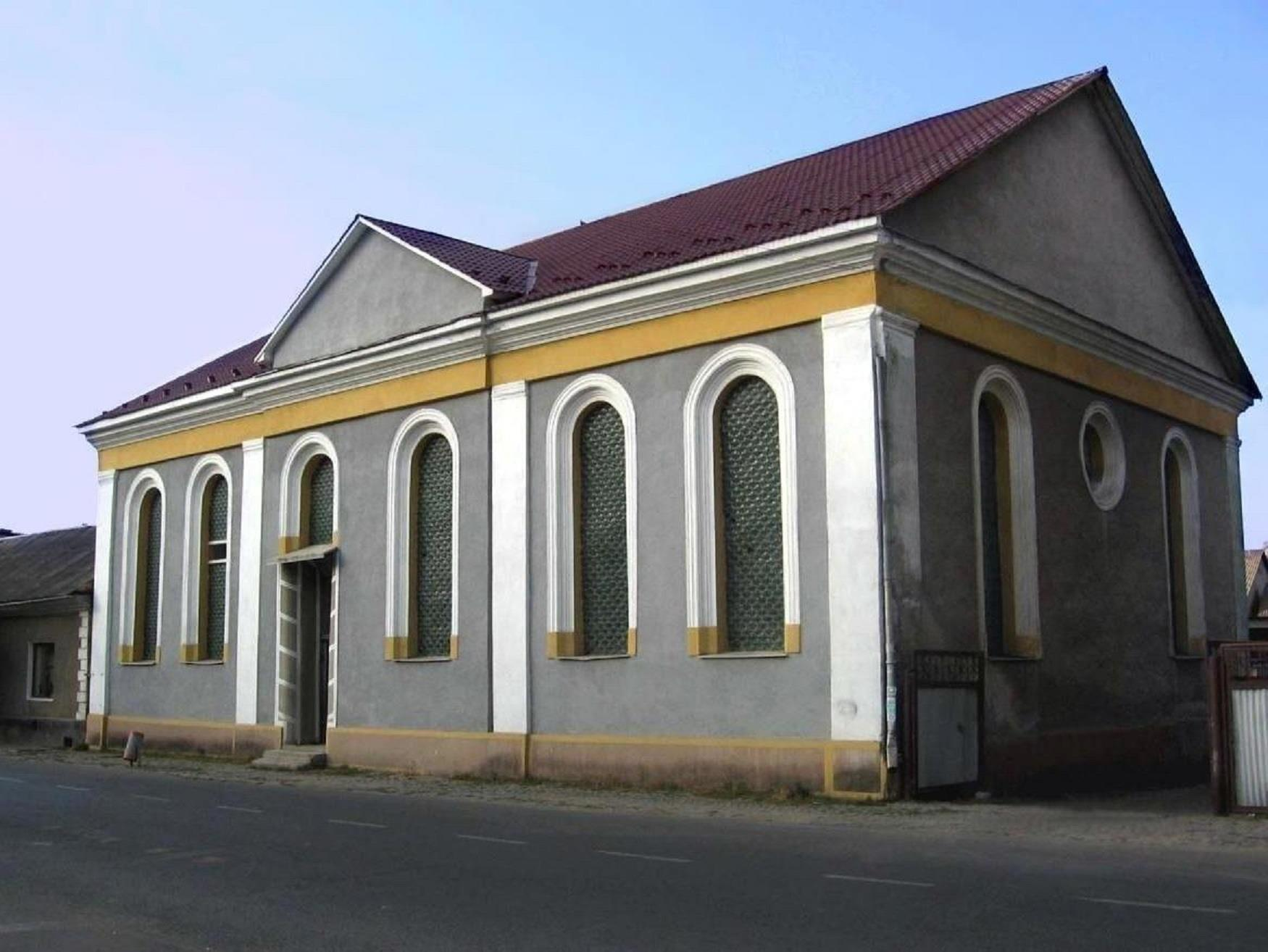
Voormalige synagoge

## Bekende inwoners

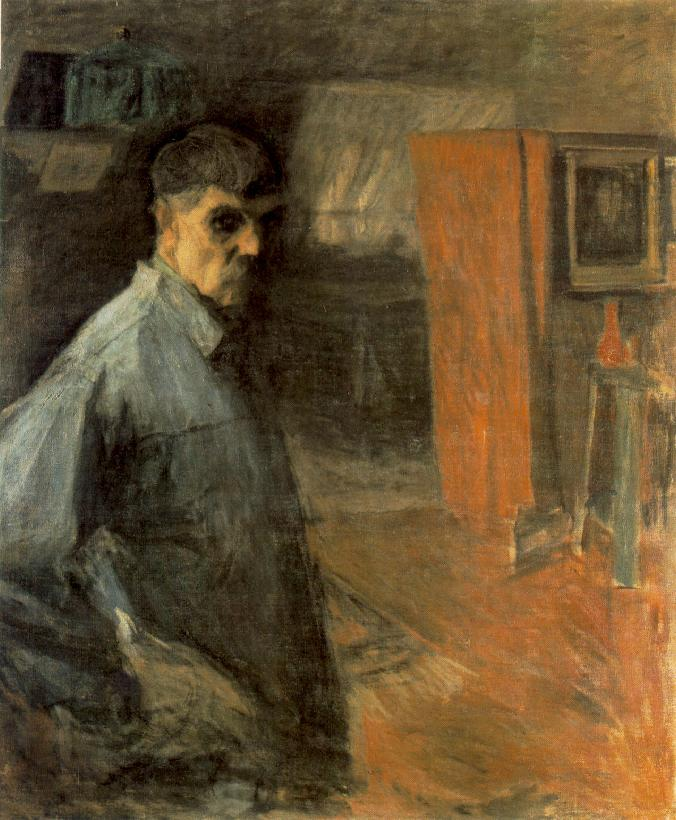
Simon Hollósy, zelfportret

- Simon Hollósy (2 februari 1857 - 8 mei 1918), Hongaarse schilder en prominent kunstleraar, lid van de invloedrijke Kunstenaarskolonie van Nagybánya, gesticht in 1896; hij woonde en leefde hier vanaf 1902 tijdens de zomers en stierf hier in 1918.
- Jenő Padányi Gulyás (21 mei 1900 - 8 november 1982), (Na 1945: Eugene Padanyi-Gulyas) werd hier geboren, architect, politicus, etnografisch verzamelaar, ontwerper.
- György Riskó, hier geboren op 1 januari 1955, schilder, graficus.
- Técsői Banda, de leden van de Técső Muziekband, wijd bekend vanwege hun vertolkingen van de traditionele Roetheense muziek van de Maramures regio.